# Sclerobunus cavicolus
Sclerobunus cavicolus is een hooiwagen uit de familie Paranonychidae. De originele naamcombinatie (protoniem) was Cyptobunus cavicolus Banks, 1905. Het was een spelfout als "cavicolens"